# Koncessziós terület

Koncessziós területek és koncessziós vasútvonalak Kínában, 1901

A koncessziós terület vagy röviden koncesszió nemzetközi jogi értelemben olyan megállapodás, amelyben egy állam a saját területe egy részén a szuverenitásából fakadó bizonyos jogok gyakorlását átengedi egy másik államnak, vagy az általa támogatott jogi személynek engedi át.

## Története
A koncesszió története és fogalma szorosan összefügg a gyarmatosítás történetével és a kapitulációs szerződésekkel. Ilyen szerződéses területek tipikusan az imperializmus korában, a 19. század végén és a 20. század első felében léteztek a félgyarmati státusban lévő államok területén. Az ezekre vonatkozó egyenlőtlen szerződéseket az imperialista államok politikai és gazdasági nyomással, gyakran nyílt katonai erőszakkal kényszerítették ki. Különösen sok ilyen koncesszióra kényszerült Kína, de hasonló szerződés alapozta meg a Szuezi-csatorna, valamint a Panama-csatorna építését is.
A koncessziós területek, kikötők, városrészek közigazgatását a koncessziót kapó állam saját törvényei szerint rendezte be, saját hatóságai – konzuljai – gyakorolták a hatalmat.
A nemzeti függetlenségi mozgalmak megerősödésével a második világháború után a koncessziót adó országok nagy részének sikerült megszabadulni ezektől a rájuk kényszerített szerződésektől, de kivételek is vannak, mint a Guantánamói-öböl.

## Példái

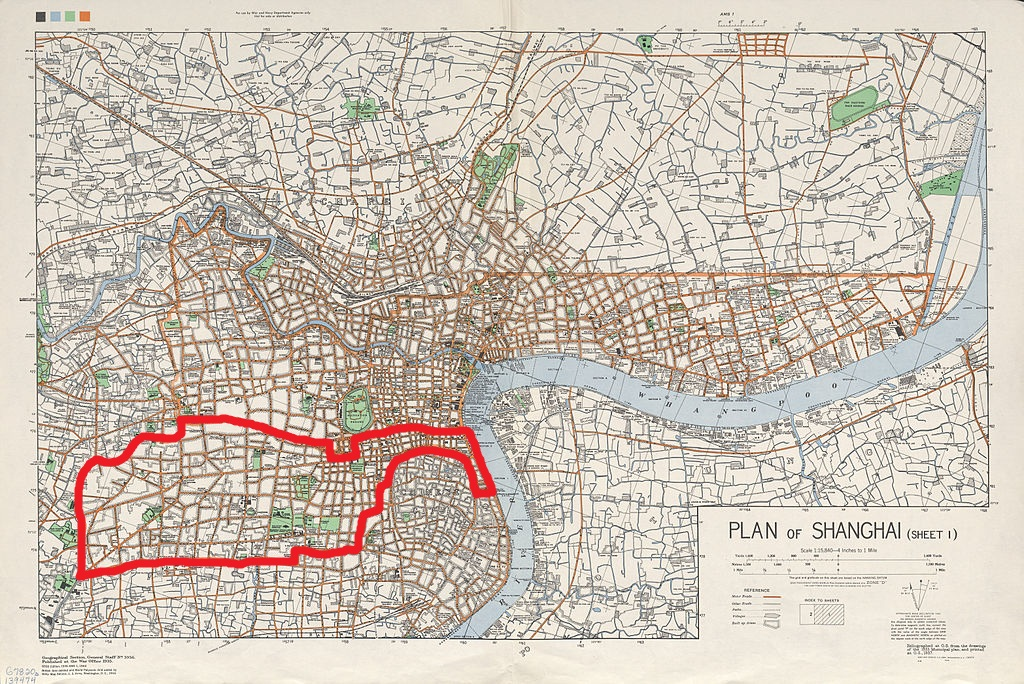
A francia koncesszió területe Sanghajban 1936-ban

| A koncesszió tényleges időtartama | A megállapodás szerinti időtartam                     | Leírás                                 | A koncessziót adó állam | A koncessziót élvező állam | Megjegyzés |
| --------------------------------- | ----------------------------------------------------- | -------------------------------------- | ----------------------- | -------------------------- | --- |
| 1670-19. század                   | meghatározatlan                                       | Makaó                                  | Kína                    | Portugália                 | Portugália 1552-ben foglalta el, 1670-ben lett koncessziós terület, a 19. századtól gyarmatként kezelték.                                                                                                |
| 1843–1854                         | meghatározatlan                                       | Santo Tomás de Castilla                | Guatemala               | Belgium                    | Belgium lemondott róla. |
| 1846–1863                         | ?                                                     | Brit koncessziós terület Sanghaj       | Kína                    | Nagy-Britannia             | Bekerült a sanghaji nemzetközi koncessziós területbe. |
| 1848–1863                         | ?                                                     | Amerikai koncessziós terület, Sanghaj  | Kína                    | USA                        | Bekerült a sanghaji nemzetközi koncessziós területbe. |
| 1849–1946                         | ?                                                     | Francia koncessziós terület, Sanghaj   | Kína                    | Franciaország              | |
| 1856–1943?                        | ?                                                     | Shamian                                | Kína                    | Nagy-Britannia             | |
| 1856–1943?                        | ?                                                     | Shamian                                | Kína                    | Franciaország              | |
| 1860–1946                         | ?                                                     | Tiencsin                               | Kína                    | Franciaország              | |
| 1860–1943                         | meghatározatlan                                       | Tiencsin                               | Kína                    | Nagy-Britannia             | |
| 1860–1937                         | -                                                     | Pekingi követségi negyed               | Kína                    | Nemzetközi közösség        | Megállapodás nélkül hozták létre de facto, csak a bokszerlázadás után, 1901-ben rögzítették szerződésben.                                                                                                |
| 1862–1929                         | ?                                                     | Vuhan                                  | Kína                    | Nagy-Britannia             | 1927–1929 közös kínai-brit igazgatás |
| 1863–1941                         | ?                                                     | Nemzetközi koncessziós zóna            | Kína                    | Nagy-Britannia és az USA   | |
| 1873–1910                         | ?                                                     | Puszan                                 | Korea                   | Japán                      | |
| ?1873–1910                        | ?                                                     | Incshon                                | Korea                   | Japán                      | Japán 1910-ben teljesen elfoglalta Koreát. |
| 1886–1943                         | ?                                                     | Vuhan                                  | Kína                    | Franciaország              | 1943-ban a japánok elfoglalták, 1946-ban Franciaország lemondott róla |
| 1886–1920                         | ?                                                     | Vuhan                                  | Kína                    | Oroszország                | |
| 1893–1911                         | ?                                                     | Tati koncessziós terület               | Matabele Királyság      | Tati Concessions Limited   | 1911-ben a mai Botswanához került. |
| 1894–1910                         |                                                       | Lado enklávé                           | Nagy-Britannia          | Kongói Szabad Állam        | II. Lipót belga király élete végéig tartó koncesszió |
| 1895–1917                         | ?                                                     | Vuhan                                  | Kína                    | Német Császárság           | |
| 1898–1945                         | ?                                                     | Tiencsin                               | Kína                    | Japán                      | |
| 1898–1922                         | 99 év                                                 | Kiautschou (Jiāozhōu)                  | Kína                    | Német Császárság           | 1919-től Japáné lett |
| 1898–1922                         | 25 év, 1915-ben Japán részére 99 évre meghosszabbítva | Port Arthur (Lüshunkou)                | Kína                    | Orosz Birodalom            | 1905-től Japáné |
| 1898–1930                         | 25 év                                                 | Vejhaj                                 | Kína                    | Nagy-Britannia             | A koncesszió időtartamát a szerződésben a Port Arthur koncessziójához kapcsolták; de annak 1922-es visszaadása után Nagy-Britannia mégis megtartotta a területet.                                        |
| 1898–1943                         | 99 év                                                 | Guangzhouwan (Kanton mellett)          | Kína                    | Franciaország              | 1943-ban Japán elfoglalta |
| 1898–1945                         | ?                                                     | Vuhan                                  | Kína                    | Japán                      | |
| 1898–1997                         | 99 év                                                 | Hongkong                               | Kína                    | Nagy-Britannia             | Hongkong szigetét és a környező területeket Nagy-Britannia 1841-től annektálta. 1898-ban ezt a területet koncesszió formájában kiterjesztették további szárazföldi területekre és 235 környező szigetre. |
| 1899–1917                         | ?                                                     | Tiencsin                               | Kína                    | Német Császárság           | |
| 1901–1947                         | ?                                                     | Tiencsin                               | Kína                    | Olasz Királyság            | |
| 1901–1917                         | ?                                                     | Tiencsin                               | Kína                    | Osztrák–Magyar Monarchia   | A Saint-germaini békeszerződés (1919) értelmében Kínához került |
| 1902–1929                         | ?                                                     | Tiencsin                               | Kína                    | Belgium                    | 1929-ben feladták |
| 1903–1920                         | ?                                                     | Tiencsin                               | Kína                    | Orosz Birodalom            | 1920-ban Kína megszállta, 1924-ben a Szovjetunió lemondott róla |
| 1940–1941                         | 30 év                                                 | Hanko                                  | Finnország              | Szovjetunió                | A folytatólagos háború kezdetén a szovjetek kiürítették. |
| 1944–1955                         | 50 év                                                 | Porkkala (támaszpont Helsinki mellett) | Finnország              | Szovjetunió                | A Szovjetunió idő előtt lemondott róla |
| 1903-tól                          | 1903-ban 99 év, 1934 óta meghatározatlan              | Guantánamói-öböl                       | Kuba                    | USA                        | A koncessziós szerződést Kuba érvénytelennek nyilvánította. |
| 1903–1999                         | meghatározatlan                                       | Panama-csatorna-övezet                 | Panama                  | USA                        | |

## Fordítás
- Ez a szócikk részben vagy egészben  a   Pachtgebiet című német Wikipédia-szócikk ezen változatának fordításán alapul.  Az eredeti cikk szerkesztőit annak laptörténete sorolja fel. Ez a jelzés csupán a megfogalmazás eredetét és a szerzői jogokat jelzi, nem szolgál a cikkben szereplő információk forrásmegjelöléseként.